# Red Buttons
Red Buttons, nome artístico de Aaron Chwatt (Manhattan, 5 de fevereiro de 1919 - Century City, 13 de julho de 2006), foi um ator de cinema e comediante norte-americano. Foi premiado com o Oscar de melhor ator coadjuvante em 1958, por sua atuação no filme Sayonara.